# جورج مهنرت

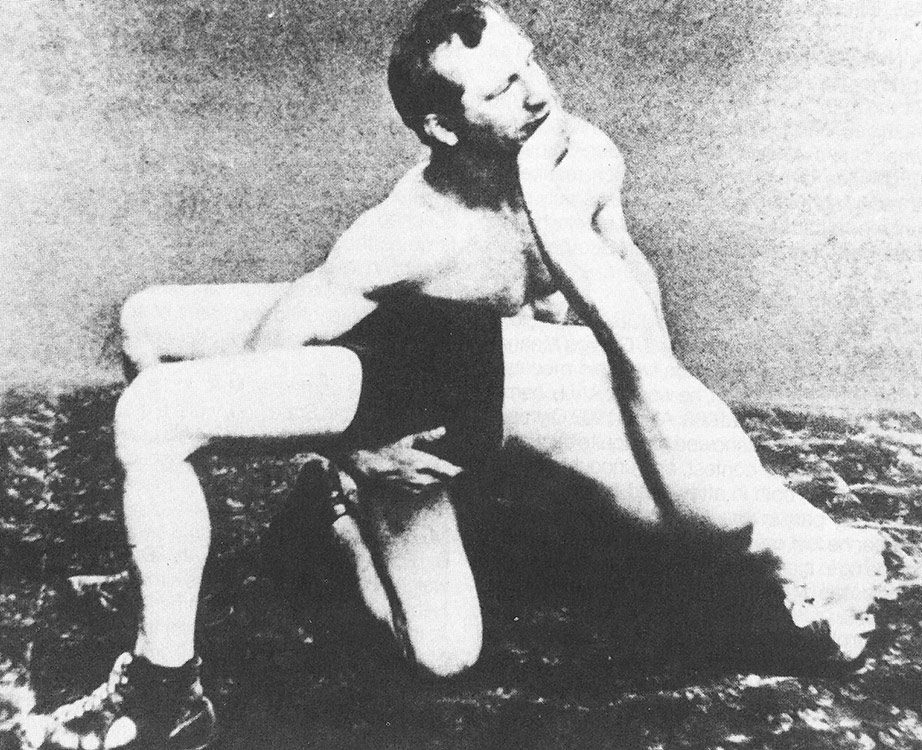
جورج مهنرت - ۱۹۰۸

جورج مهنرت (انگلیسی: George Mehnert؛ ۳ نوامبر ۱۸۸۱ – ۸ ژوئیهٔ ۱۹۴۸) کشتی‌گیر اهل ایالات متحده آمریکا بود.
او در بازی‌های المپیک تابستانی ۱۹۰۴ و بازی‌های المپیک تابستانی ۱۹۰۸ توانست ۲ مدال طلا کسب کند.